# زلزال أوخاكا 2018
زلزال أوخاكا هو زلزال ضرب منطقة سييرا مادري ديل سور في ولاية أوخاكا في جنوب المكسيك بقوة 7.2 ريختر وتم تصنيفه كقوي جداً وقع في عمق 24.6 كلم، تسبب هذا الزلزال بإصابة شخصين وبسقوط طائرة أدت لمصرع 14 شخص شخص آخر.